# Присоединение Трансильвании и Буковины к Румынии

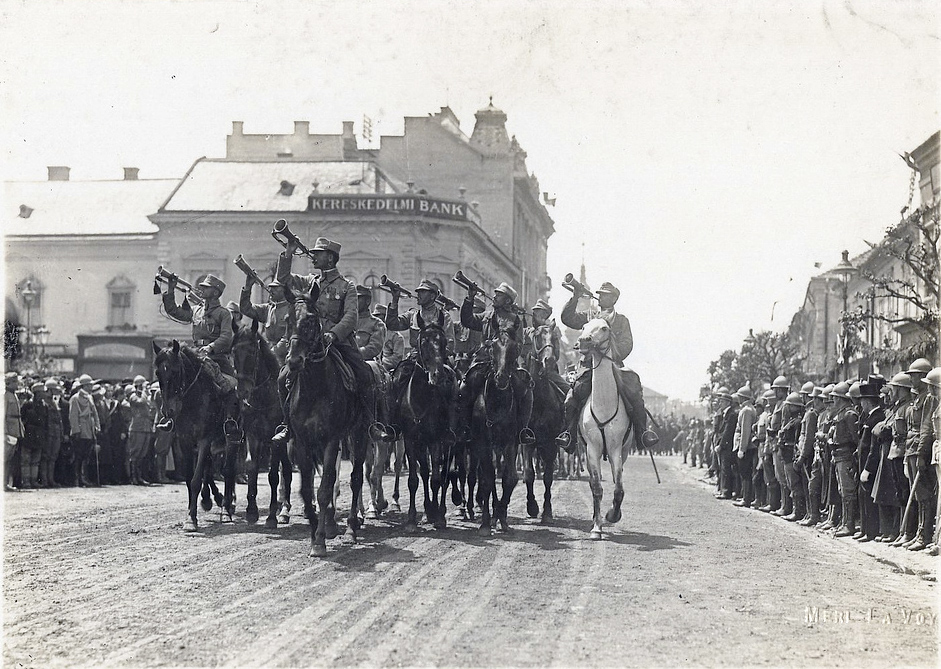
Марш румынских войск по Трансильвании в 1919 году

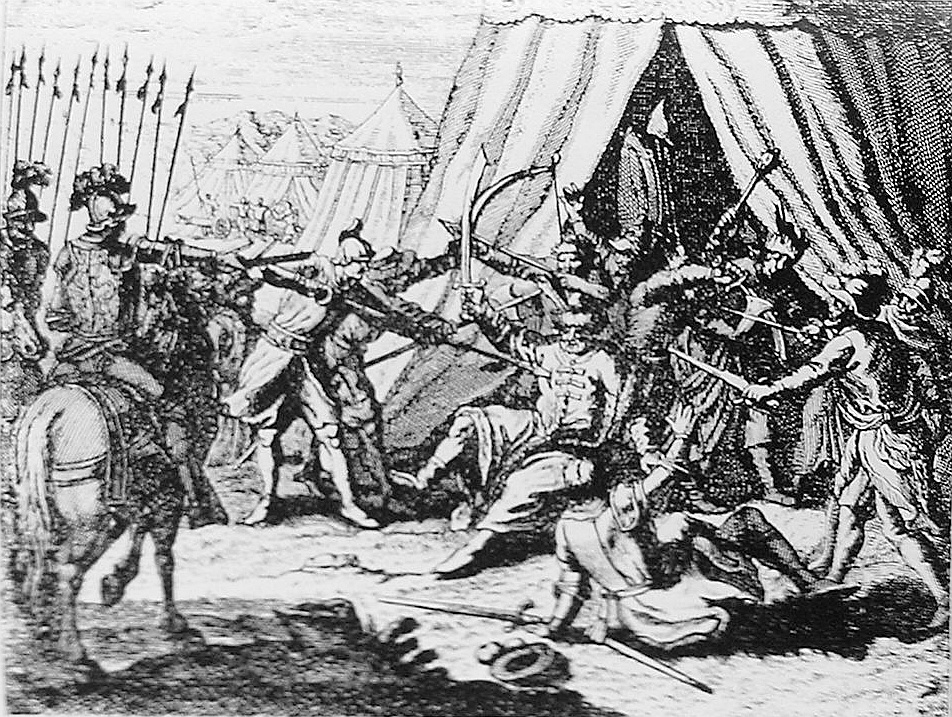
Убийство Михая Храброго боярами

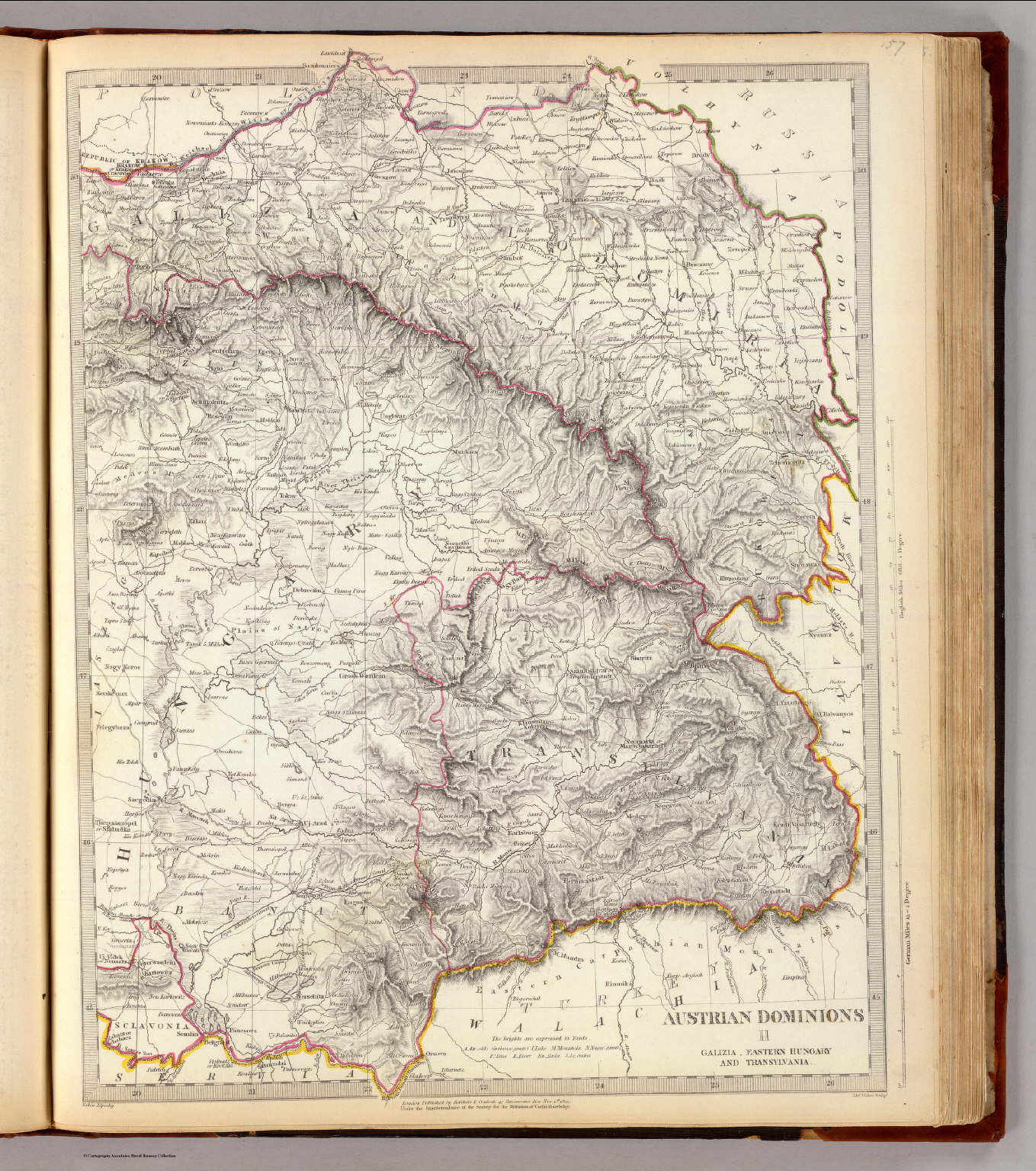
Трансильвания и прилегающие территории под австрийским господством

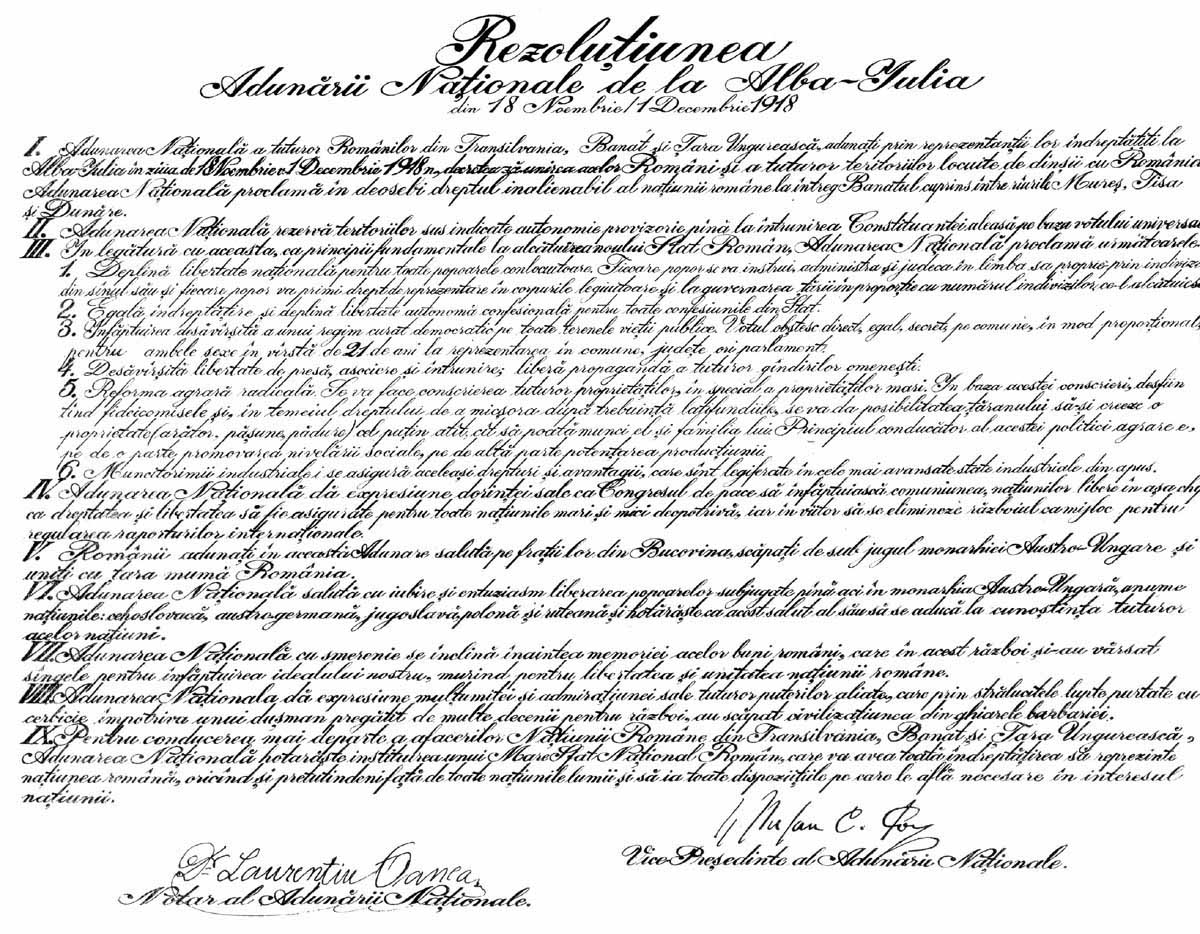
Резолюция, принятая в Алба-Юлии

Флаг Трансильвании до 1918 года и к моменту её отделения от Венгрии

Флаг Буковины до 1918 года и к моменту её отделения от Австро-Венгрии

Один из флагов, использовавшийся румынами в качестве символа Трансильвании в Алба-Юлии

Присоединение Трансильвании к Румынии (рум. Unirea Transilvaniei cu România, в Румынии носит название Великого объединения 1918 года) — политическое событие, начавшееся 1 декабря 1918 года в ходе распада Австро-Венгрии, когда на съезде румын в городе Алба-Юлия делегатами было принято решение о вхождении ранее венгерской Трансильвании в состав королевства Румыния.
Вхождение сепаратно настроенной по отношению к Венгрии Трансильвании в состав Румынии, социалистический переворот в самой Венгрии, территориальные споры венгров и чехословаков привели к началу Чехословацко-венгерской войны. В 1919 году в Трансильвании открылся румынско-венгерский фронт, а уже летом того же года румыны достигли Будапешта. Венгерская советская республика пала, а после подписания Трианонского договора, в котором документально закреплялись распад Австро-Венгрии и поражение Венгрии в Первой мировой войне, Трансильвания окончательно вошла в состав Румынии.

## Предпосылки
В Средние века вся Трансильвания и часть Молдавии попали в состав Венгерского королевства. Валахия стала зависимой от Венгрии. Все эти территории были связаны между собой культурно и экономически.
В XIV веке княжество Валахия и Молдавское княжество отпали от Венгрии, обретя независимость. Трансильвания по-прежнему оставалась в составе королевства. К началу XVI века Молдавия и Валахия попали под турецкое влияние, со временем оказавшись полностью зависимыми от Османской империи. В свою очередь в Трансильвании происходили другие процессы — мадьяризация и германизация местного населения.
Однако во второй половине XVI века Трансильвания также попала в зону влияния Турции. Было образовано зависимое княжество Трансильвания. В это время связи между регионом и Дунайскими княжествами вновь начинают развиваться. В 1600 году Валахия, Трансильвания и Молдавия были объединены под властью князя Михая Храброго. Он провозгласил завоёванные территории отдельным, независимым от Османской империи государством. Однако из-за распрей с боярами Михай был убит. После него на престол княжества взошёл Рудольф II. Таким образом, регион попал под австрийское влияние.
Переломным моментом как в истории Дунайских княжеств, так и Трансильвании, оказалось начало XIX века. Появилось новое политическое течение — панрумынизм. Во время революций 1848 года в Европе большое влияние на Трансильванию было оказано со стороны Валахии и Молдавии. Местная интеллигенция после поражения бежала в регион, распространив здесь идеи румынского единства. Также большое влияние на политическое будущее Трансильвании оказало создание Румынии.
Вступив в Первую мировую войну, Румыния откровенно выдвинула свои претензии на регион, но её армия оказалась разбита. Только с окончанием войны румынское правительство смогло приступить к выполнению задуманного.

## Ход событий
С распадом Австро-Венгерской империи на её бывших территориях стали возникать самопровозглашённые этнократические государства. Этому предшествовало возникновение Национальных советов — по одному от каждого края или народа империи. 27 октября 1918 года в Черновцах на Буковине состоялся съезд местных румын, где было принято решение создать Национальное законодательное собрание Буковины и созвать Национальный совет румын Буковины численностью 50 человек. Первым решением буковинского румынского Национального совета стало объединение Буковины с королевством Румыния и Трансильванией. Также в Национальном совете был избран представитель от румын Буковины Янку Фрондора. Янку возглавил Комитет по управлению Буковиной.
2 ноября того же года в Трансильвании появился Румынский центральный национальный совет. Совет возложил на себя полномочия временного правительства края (Республика Чёрный алмаз). В ноябре совет начал переговоры с венгерским правительством о мирном отделении Трансильвании от Венгрии, но они провалились. Тем временем рабочие Трансильвании устраивали забастовки наравне с рабочими Венгрии, и регион жил одной политической жизнью с Венгрией. В таких условиях 1 декабря в Алба-Юлии был назначен съезд всех членов Румынского Центрального Национального совета. Этот съезд получил название Великого Национального Собрания. Алба-Юлия была выбрана в качестве места съезда потому, что в 1600 году князь Михай Храбрый, объединивший княжества Валахия, Трансильвания и Молдову в единое государство, объявил этот город своей резиденцией.
В этот день в город из всех регионов Трансильвании и Буковины приехало более 100 000 человек. Из них было 1228 депутатов, имевших право голоса. После выступлений депутатов перед собравшимися людьми началось голосование, на котором было принято решение отделить край от Венгрии. Также был избран верховный орган временного самоуправления — Руководящий Консилиум. Все требования Румынского Национального Центрального совета были изложены в отдельной резолюции австро-венгерскому правительству, содержащей 6 пунктов:
1. Самоопределение Трансильвании и прочих регионов распадающейся Австро-Венгрии.
2. Свобода вероисповедания в Австро-Венгрии и Трансильвании как в одной из её составных частей.
3. Равенство мужчин и женщин во время голосований; снижение имущественного и возрастного ценза для участия в государственных делах.
4. Отмена цензуры.
5. Проведение аграрных реформ; улучшение положения крестьян.
6. Предоставление более широких прав профсоюзам; улучшение положения рабочих фабрик и заводов.

Однако как правительство Австрии, так и Венгрии не смогли вовремя отреагировать на эту резолюцию. В этих государствах в связи с распадом Австро-Венгрии ситуация была крайне нестабильна, а власти этих стран уже не могли влиять на окраины экс-империи. Так, властям Первой Австрийской Республики уже было безразлично, что происходит в соседней недавно ставшей независимой Венгрии, так как Каринтия выступала за присоединение к Королевству СХС, а Южный Тироль — к Италии. Подобное наблюдалось на всей территории бывшей Австро-Венгрии.
Румынское правительство с одобрением отнеслось к решению съезда румын в Алба-Юлии. 7 декабря румынские войска пересекли границу с Австро-Венгрией южнее города Брашов и заняли его. В тот же день они достигли реки Муреш и заняли города Клуж-Напока и Турда в центре Трансильвании. К началу 1919 года вся Трансильвания контролировалась румынскими войсками.